# Jacob H. Gilbert

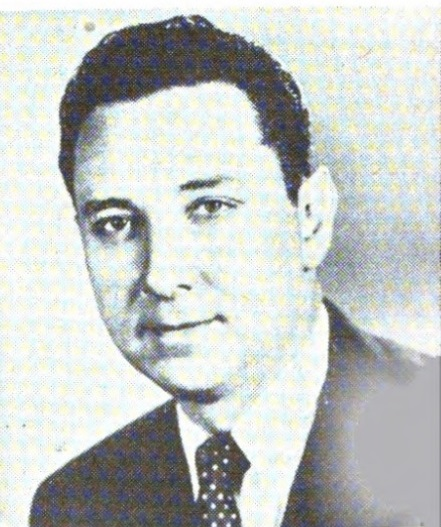
Jacob H. Gilbert

Jacob H. Gilbert (* 17. Juni 1920 in New York City; † 27. Februar 1981 in Bronx, New York) war ein US-amerikanischer Jurist und Politiker. Zwischen 1960 und 1971 vertrat er den Bundesstaat New York im US-Repräsentantenhaus.

## Werdegang
Jacob H. Gilbert besuchte öffentliche Schulen. Er graduierte am St. John’s College und an der St. John’s Law School. Nach dem Erhalt seiner Zulassung als Anwalt 1944 begann er in New York City zu praktizieren. Man ernannte ihn zum stellvertretenden Corporation Counsel von New York City – ein Posten, den er vom Januar 1949 bis zum Dezember 1950 innehatte. Zwischen 1951 und 1954 saß er in der New York State Assembly und von 1955 bis März 1960 im Senat von New York. Politisch gehörte er der Demokratischen Partei an.
Er wurde in einer Nachwahl im 23. Wahlbezirk von New York in den 86. Kongress gewählt, um dort die Vakanz zu füllen, die durch den Rücktritt von Isidore Dollinger entstand. Seinen Sitz im US-Repräsentantenhaus nahm er am 8. März 1960 ein. Bei den Kongresswahlen des Jahres 1960 für den 87. Kongress wurde er im 22. Wahlbezirk von New York in das US-Repräsentantenhaus gewählt, wo er am 4. Januar 1961 die Nachfolge von James C. Healey antrat. Er wurde vier Mal in Folge wiedergewählt. Bei seiner erneuten Wiederwahlkandidatur 1970 erlitt er eine Niederlage und schied nach dem 3. Januar 1971 aus dem Kongress aus.
Nach seiner Kongresszeit war er wieder als Jurist tätig. Er lebte in der Bronx, wo er am 27. Februar 1981 verstarb. Sein Leichnam wurde dann auf dem Mount Hebron Cemetery in Flushing beigesetzt.